# Junko (imię)
Junko (jap. じゅんこ, ジュンコ) – żeńskie imię japońskie.

## Możliwa pisownia
Junko można zapisać używając wielu różnych znaków kanji i może znaczyć m.in.:
- 純子, „czysty, dziecko”[1]
- 潤子, „wilgoć, dziecko”
- 淳子, „czysty, dziecko”
- 順子, „być posłusznym, dziecko” (występuje też inna wymowa tego imienia: Ayako)
- 洵子, „prawda, dziecko”
- 隼子, „sokół, dziecko”

## Znane osoby
- Junko Akimoto (順子), japońska piosenkarka
- Junko Fukuda (淳子), członkini japońskiego zespołu Shanadoo
- Junko Furuta (古田順子), ofiara morderstwa
- Junko Iwao (潤子), japońska seiyū
- Junko Kanamori (純子), japońska siatkarka
- Junko Mihara (じゅん子), japońska aktorka
- Junko Minagawa (純子), japońska seiyū
- Junko Miyashita (順子), japońska aktorka
- Junko Mizuno (純子), japońska mangaka
- Junko Noda (順子), japońska piosenkarka
- Junko Sakurada (淳子), japońska piosenkarka
- Junko Sawamatsu (順子), japońska tenisistka
- Junko Shimakata (淳子), japońska seiyū
- Junko Takeuchi (順子), japońska seiyū
- Junko Yagami (純子), japońska piosenkarka

## Fikcyjne postacie
- Junko Enoshima (盾子), postać z serii gier, mang i anime Danganronpa
- Junko Kaname (詢子), postać z serii Puella Magi Madoka Magica
- Junko Takei (醇子), bohaterka serii Strike Witches
- Junko (純狐), postać z serii gier Touhou Project